# آویک توروسیان
آویک گریگوری توروسیان (ارمنی: Ավիկ Գրիգորի Թորոսյան زاده ۱۹۲۲ – درگذشته ۱۹۹۵) یک بازیگر و کارگردان اهل ارمنستان بود. 

## زندگی‌نامه
وی در ۱۹۲۲ در تفلیس به دنیا آمد و از Երևանի պետական գեղարվեստաթատերական ինստիտուտ (۱۹۵۱) فارغ‌التحصیل شد. وی همچنین برندهٔ جوایزی همچون چهره هنری شایسته ارمنستان شوروی شده‌است. وی در ۱۹۹۵ در سن ۷۳ سالگی در ایروان درگذشت.

## گزیده فیلمشناسی
از فیلم‌ها یا برنامه‌های تلویزیونی که وی در آن نقش داشته‌است می‌توان به آثار زیر اشاره کرد.